# غرب آسيا

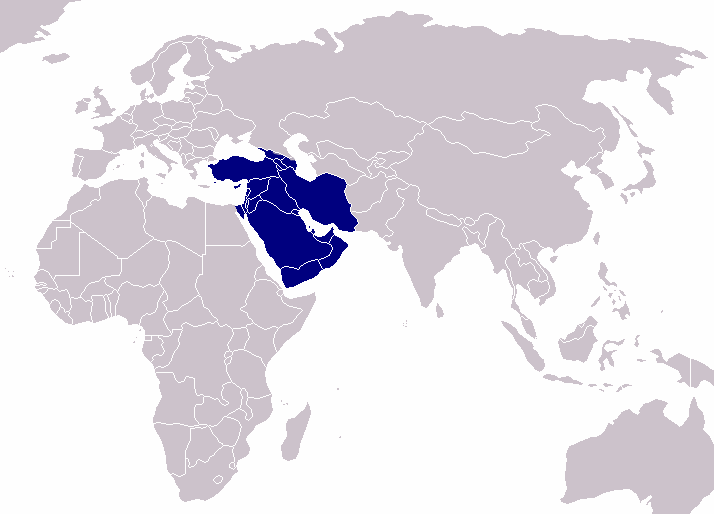

غرب آسيا هو الجزء الجنوبي الغربي من قارة آسيا. على خلاف الشرق الأوسط الذي يتضمن البلاد الأفريقية، يعد غرب آسيا تعبيراً جغرافياً يتضمن النهاية الجنوبية الغربية لقارة آسيا، ويستخدم للوصف هذه المنطقة في الدراسات التاريخية.
جنوب غرب آسيا يقع على بعض الحدود مع الشرق الأوسط والشرق الأدنى اللذان يصفان الموقع الجغرافي لهما بالنسبة لقارة أوروبا. مسمى غرب آسيا أصبح التعبير المفضل للاستعمال للشرق الأوسط بواسطة المنظمات الدولية (مثل الأمم المتحدة) وأيضًا في البلدان الأفريقية والآسيوية من الناحية الجغرافية والثقافية والسياسية، يتضمن الشرق الأوسط بلدان أفريقية شمالية مثل مصر والسودان.
تضم الأمم المتحدة أيضاً أرمينيا، وآذربيجان، وجورجيا في المنطقة الآسيوية الغربية الثانوية، لأنهم يقعون تقريباً وبشكل كلي في تلك المنطقة. ولكن على أية حال، هذه البلدان تقع أيضاً في القوقاز، المنطقة التي تمتد على جانبي كلاً من آسيا وأوروبا، ولهم روابط اجتماعية وسياسية معهما. إن الجزء الآسيوي للعالم العربي (والذي يتضمن شبه الجزيرة العربية) يسمى بالمشرق العربي.
في التاريخ العربي لم يكن لمسمى جنوب غرب آسيا أي ذكر ولا للشرق الأوسط كذلك فهي مسميات جغرافية أو سياسية حديثة بحتة.

## التعريف
يستخدم المصطلح بشكل عملي وليس له تعريف «صحيح» أو متفق عليه بشكل عام. تتداخل تعريفاتها النموذجية إلى حد كبير، ولكن ليس بالكامل، مع تعريفات مصطلحات الشرق الأوسط وشرق البحر الأبيض المتوسط والشرق الأدنى (وهو أمر مألوف تاريخيًا ولكن يتم إهماله على نطاق واسع اليوم). دليل الأنماط الجغرافية الوطنية وكذلك الاقتصاد العالمي لماديسون: الإحصائيات التاريخية (2003) الصادر عن منظمة التعاون الاقتصادي والتنمية (OECD) يشمل فقط البحرين وإيران والعراق وإسرائيل والأردن والكويت ولبنان وعمان وقطر وفلسطين (تسمى الضفة الغربية وغزة في الأخير) والمملكة العربية السعودية وسوريا وتركيا والإمارات واليمن كدول من غرب آسيا. [بحاجة لمصدر] على النقيض من هذا التعريف، فإن منظمة الأمم المتحدة للتنمية الصناعية (UNIDO) في كتابها السنوي لعام 2015 تشمل أيضًا أرمينيا وأذربيجان، وتستبعد إسرائيل (كدول أخرى) وتركيا (كأوروبا). على عكس منظمة الأمم المتحدة للتنمية الصناعية (اليونيدو)، فإن شعبة الإحصاءات في الأمم المتحدة (UNSD) تستثني إيران من غرب آسيا وتضم تركيا وجورجيا وقبرص في المنطقة. في مجموعة أوروبا الشرقية الجيوسياسية للأمم المتحدة، تم تضمين أرمينيا وجورجيا في أوروبا الشرقية، بينما تقع قبرص وتركيا الشرقية في جنوب أوروبا. هذه الدول الثلاث مدرجة في الفئة الأوروبية لمنظمة الأمم المتحدة للتربية والعلم والثقافة (اليونسكو).
يقتصر الأعضاء الوطنيون في هيئات إدارة الرياضة في غرب آسيا على البحرين وإيران والعراق والأردن والكويت ولبنان وسوريا وعمان وفلسطين وقطر والمملكة العربية السعودية والإمارات العربية المتحدة واليمن. يتنافس رياضيون يمثلون هذه البلدان الثلاثة عشر على دورة ألعاب غرب آسيا للمجلس الأولمبي المتعدد الرياضات. من بين المنظمات الرياضية في المنطقة اتحاد غرب آسيا لكرة السلة، واتحاد غرب آسيا للبلياردو والسنوكر، واتحاد غرب آسيا لكرة القدم، واتحاد غرب آسيا للتنس.

## التاريخ
غرب آسيا «كان مستخدمًا كمصطلح جغرافي في أوائل القرن التاسع عشر، حتى قبل أن يصبح» الشرق الأدنى «حاليًا كمفهوم جيوسياسي. غرب آسيا» الجزء من آسيا المعروفة في العصور القديمة الكلاسيكية، على عكس مناطق «آسيا الداخلية»، أي سيثيا، و «شرق آسيا» أقصى شرق للمعرفة الجغرافية في المؤلفين الكلاسيكيين، أي ما وراء النهر والهند. في القرن العشرين، تم استخدام «غرب آسيا» للإشارة إلى عصر جغرافي تقريبي في مجالات الآثار والتاريخ القديم، خاصةً كاختصار لـ «الهلال الخصيب باستثناء مصر القديمة» لأغراض المقارنة بين الحضارات المبكرة لمصر والسابق.
يبدو أن استخدام المصطلح في سياق الجغرافيا السياسية المعاصرة أو الاقتصاد العالمي يعود إلى منتصف الستينيات على الأقل.

## الجغرافيا
تحاط المنطقة بثمانية بحار رئيسية؛ بحر إيجة والبحر الأسود وبحر قزوين والخليج العربي وبحر العرب وخليج عدن والبحر الأحمر والبحر الأبيض المتوسط.
تُحدد المنطقة من ناحية الشمال من أوروبا من خلال فجوة الصرف في القوقاز الكبرى، إلى الجنوب الغربي، وهي محددة من إفريقيا برزخ السويس، بينما إلى الشمال الشرقي والشرق، تجاور المنطقة آسيا الوسطى وجنوب آسيا.
تقع المنطقة جنوب شرق أوروبا. صحراء داشت كافير ودشت لوت في شرق إيران تحدد بشكل طبيعي المنطقة من بلوشستان وجنوب آسيا.

### جيولوجيا

#### الصفائح التكتونية
تتلاقى ثلاث صفائح تكتونية رئيسية في غرب آسيا، بما في ذلك الصفائح الأفريقية والأوراسية والعربية. تشكل الحدود بين الصفائح التكتونية سلسلة جبال الأزور وجبل طارق الممتدة عبر شمال إفريقيا والبحر الأحمر وإيران. تتحرك الصفيحة العربية شمالًا نحو صفيحة الأناضول (تركيا) عند صدع شرق الأناضول، كما أن الحدود بين صفيحة بحر إيجة والأناضول في شرق تركيا نشطة زلزاليًا أيضًا.

### مصادر المياه

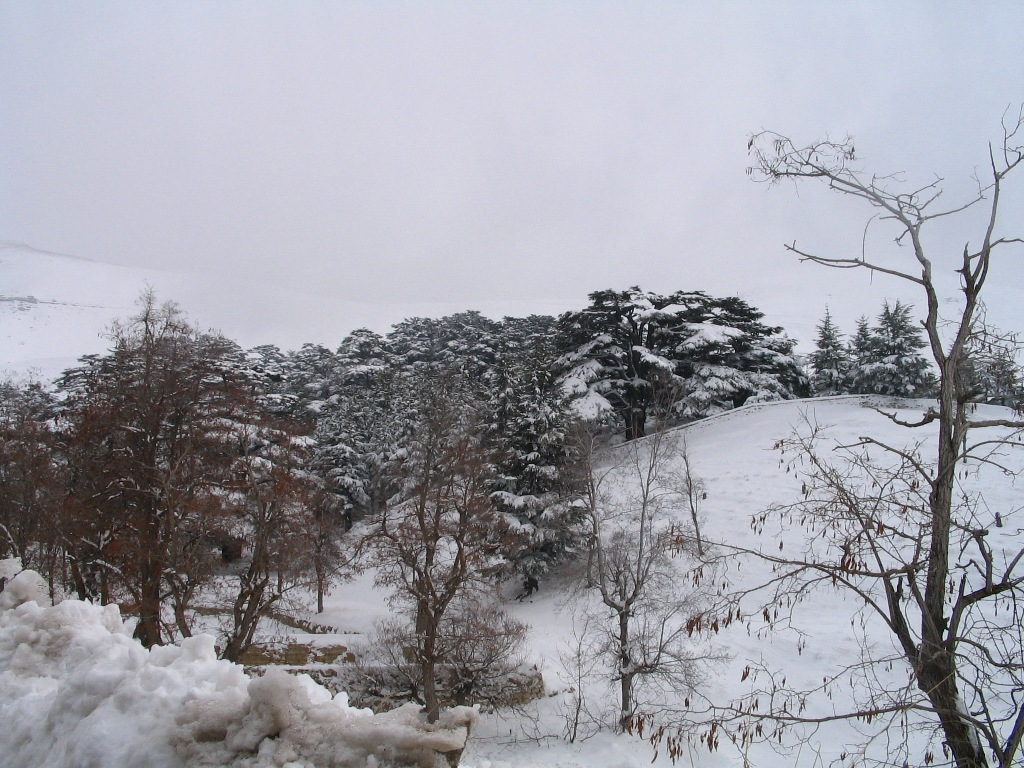
غابة أرز لبنانية في فصل الشتاء.

### المناخ

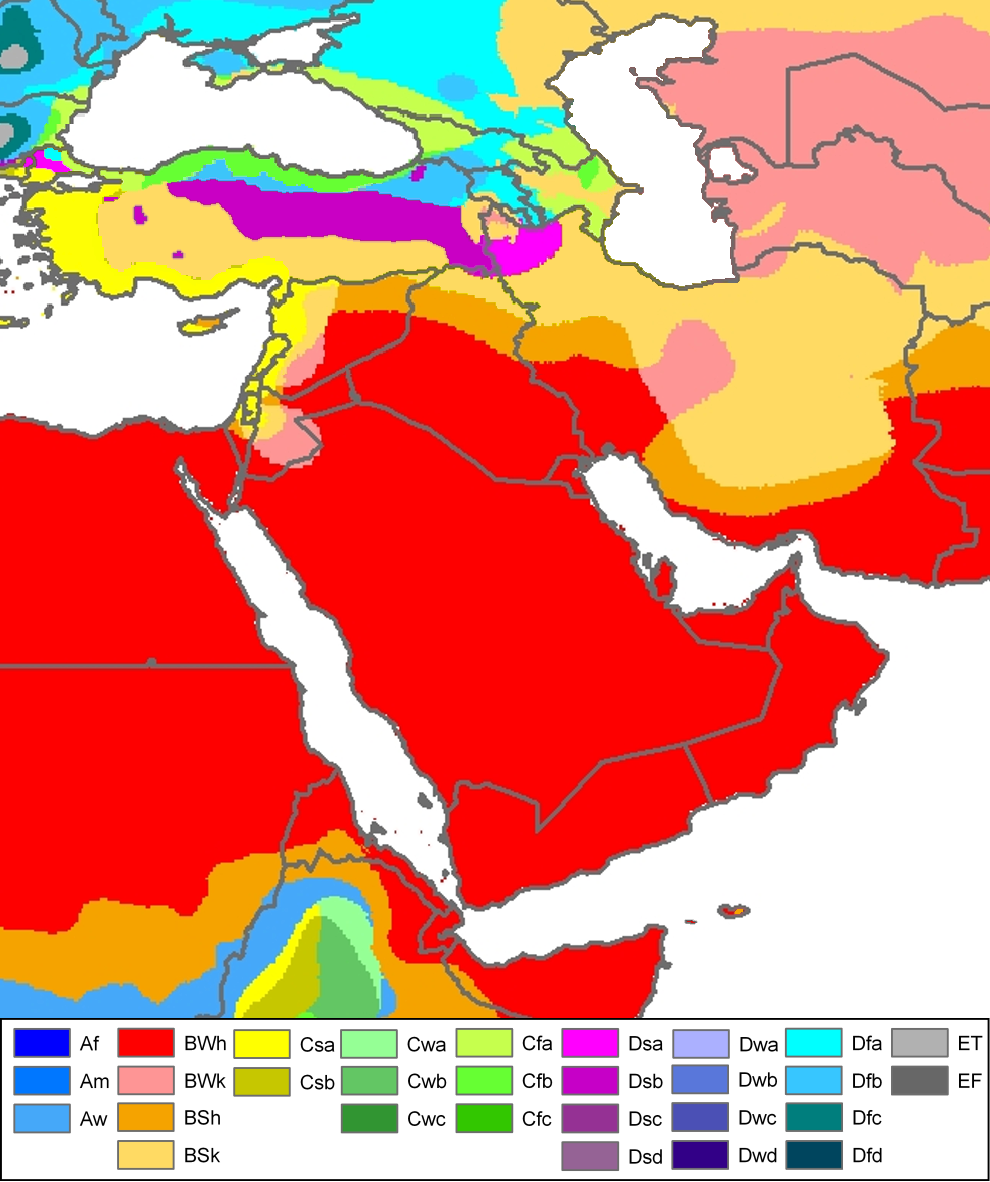
تصنيف كوبن للمناخ لخريطة غرب أسيا.